# ГЕС Оторі
ГЕС Оторі (大鳥発電所) — гідроелектростанція в Японії на острові Хонсю. Знаходячись між ГЕС Окутадамі (вище по течії) та ГЕС Тагокура, входить до складу каскаду на річці Тадамі, лівій притоці Агано, яка впадає до  Японського моря у місті Ніїгата.
В межах проекту річку перекрили бетонною арковою греблею висотою 83 метра та довжиною 188 метрів, яка потребувала 160 тис. м3 матеріалу. Вона утримує водосховище з площею поверхні 0,89 км2 та об'ємом 1,6 млн м3 (корисний об'єм 0,5 млн м3).
В 1963-му станцію ввели в експлуатацію з однією турбіною типу Каплан потужністю 100 МВт (номінальна потужність 95 МВт), яка живиться через напірний водовід довжиною 69 метрів зі спадаючим діаметром від 7,5 до 6,4 метра та використовує напір у 50,8 метра.
В 2003 році станцію підсилили за рахунок ще однієї турбіни типу Каплан потужністю 89,5 МВт (номінальна потужність 87 МВт), яка використовує напір у 48,1 метра.